# Micro Forté Studios
Micro Forté Studios (ранее Micro Forté) — австралийская компания, занимающаяся электронными развлечениями. Основана в 1985 году Джоном Де Маргерети. Ответственна за создание таких организаций, как Australian Game Developers Conference и Academy of Interactive Entertainment, призванных развивать индустрию компьютерных игр в Австралии.
Наиболее известна как автор тактической ролевой игры Fallout Tactics и шутера от первого лица Kwari.
В 1994 году компания получила грант от правительства Австралии на исследование MMO-технологий. Результатом этих исследований стала технология BigWorld, которая используется во многих современных MMO-играх.
7 августа 2012 года было объявлено, что компания, персонал из 25 человек и сам BigWorld были куплены компанией Wargaming.net.

## История
Первой игрой Micro Forté была разработанная для Electronic Arts Americas Cup Sailing Simulation, вышедшая в 1986 году для Commodore 64. Следующая игра, Demon Stalkers, была также разработана для Electonic Arts и после своего выхода в 1987 году была хорошо встречена критиками и общественностью. Продолжение этой игры, которое получило название Fire King, было издано Strategic Studies Group в 1989 году.
После этого компания приостановила свою деятельность в индустрии компьютерных игр на несколько лет и вернулась в неё только в 1994, создав две детские игры Nordice и Bombs Away. После этого Micro Forté разрабатывала игры для различных международных издателей, включая Enemy Infestation (Panasonic/Ripcord), HotWheels Bash Arena (THQ) и Fallout Tactics: Brotherhood of Steel (Interplay). Их наиболее широко известная игра, Fallout Tactics: Brotherhood of Steel, тактическая игра, основанная на вселенной Fallout, получила высокие оценки от критиков.
Последней на данный момент игрой Micro Forté является MMO-шутер Kwari с инновационной бизнес-моделью.

## Игры
- America’s Cup Challenge (Commodore 64, Amstrad, Electronic Arts)
- Demon Stalkers (Commodore 64, PC, Electronic Arts)
- FireKing (Commodore 64, PC, Strategic Studies Group)
- Nordice (PC, Emu Multimedia)
- Bombs Away (PC, Emu Multimedia)
- Enemy Infestation (PC, Panasonic/Ripcord)
- Fallout Tactics: Brotherhood of Steel (PC, Interplay)
- Hotwheels: Bash Arena (PC, THQ)
- Citizen Zero (Xbox MMO для Microsoft, не издан)
- Super Spy Online (PC MMO, прототип)
- Kwari (PC «play for cash», Kwari Ltd)
- World of Warplanes
- World of Tanks (до версии 0.9.22)
- World of Warships